# Реддінг (Коннектикут)
Реддінг (англ. Redding) — місто (англ. town) в США, в окрузі Ферфілд штату Коннектикут. Населення — 8765 осіб (2020).

## Історія
Згідно із записами округу Ферфілд та штату з часу утворення Реддінґа, первинна назва міста була Рідінґ (англ. Reading) як у міста в Беркшире, Англія. Але в 1767 році незабаром після злиття, назва була змінена на його нинішнє написання Реддінґ (Redding). Внаслідок плутанина тривала до середини 1880-х років, коли пошта США затвердила офіційну назву. Перший земельний наділ був наданий Cyprian Nichols в 1687 році і ще 2 незабаром по закінченні цього сторіччя.

## Географія

### Клімат
| Клімат : Реддінг             | Клімат : Реддінг | Клімат : Реддінг | Клімат : Реддінг | Клімат : Реддінг | Клімат : Реддінг | Клімат : Реддінг | Клімат : Реддінг | Клімат : Реддінг | Клімат : Реддінг | Клімат : Реддінг | Клімат : Реддінг | Клімат : Реддінг | Клімат : Реддінг |
| Показник                     | Січ.             | Лют.             | Бер.             | Квіт.            | Трав.            | Черв.            | Лип.             | Серп.            | Вер.             | Жовт.            | Лист.            | Груд.            | Рік              |
| Абсолютний максимум, °C      | 21,7             | 26,1             | 33,3             | 35,0             | 42,8             | 42,2             | 41,1             | 40,0             | 37,8             | 32,8             | 27,8             | 27,2             | 42,8             |
| Середній максимум, °C        | 2,2              | 4,4              | 9,4              | 16,1             | 22,2             | 27,2             | 29,4             | 28,3             | 23,9             | 17,2             | 10,6             | 4,4              | 16,1             |
| Середній мінімум, °C         | −7,2             | −5,6             | −1,7             | 3,9              | 8,9              | 15,0             | 17,8             | 16,7             | 11,7             | 5,6              | 1,1              | −3,9             | 5,0              |
| Абсолютний мінімум, °C       | −27,8            | −26,7            | −22,8            | −10              | −3,9             | 2,2              | 3,3              | 2,8              | −5               | −8,9             | −17,8            | −23,9            | −27,8            |
| ---------------------------- | ---------------- | ---------------- | ---------------- | ---------------- | ---------------- | ---------------- | ---------------- | ---------------- | ---------------- | ---------------- | ---------------- | ---------------- | ---------------- |
| Джерело: The Weather Channel |                  |                  |                  |                  |                  |                  |                  |                  |                  |                  |                  |                  |                  |

## Демографія
Згідно з переписом 2010 року, у місті мешкало 9158 осіб у 3470 домогосподарствах у складі 2593 родин. Було 3811 помешкання
Расовий склад населення:
| - 94,9 % — білих - 2,2 % — азіатів - 0,7 % — чорних або афроамериканців - 0,1 % — вихідців з тихоокеанських островів - 0,1 % — корінних американців |

До двох чи більше рас належало 1,6 %. Частка іспаномовних становила 2,6 % від усіх жителів.
За віковим діапазоном населення розподілялося таким чином: 26,0 % — особи молодші 18 років, 57,2 % — особи у віці 18—64 років, 16,8 % — особи у віці 65 років та старші. Медіана віку мешканця становила 46,4 року. На 100 осіб жіночої статі у місті припадало 92,6 чоловіків; на 100 жінок у віці від 18 років та старших — 89,4 чоловіків також старших 18 років.
Середній дохід на одне домашнє господарство становив 174 164 долари США (медіана — 129 763), а середній дохід на одну сім'ю — 200 817 доларів (медіана — 157 027). Медіана доходів становила 99 816 доларів для чоловіків та 76 065 доларів для жінок. За межею бідності перебувало 3,2 % осіб, у тому числі 1,3 % дітей у віці до 18 років та 6,1 % осіб у віці 65 років та старших.
Цивільне працевлаштоване населення становило 4553 особи. Основні галузі зайнятості: освіта, охорона здоров'я та соціальна допомога — 24,6 %, науковці, спеціалісти, менеджери — 23,1 %, фінанси, страхування та нерухомість — 14,6 %, роздрібна торгівля — 7,4 %.